# 洪勝賢
洪勝賢（韓語：홍승현），韓國電視劇編劇。

## 作品

### 電視劇
- 2009年：KBS《熱血生意人》
- 2010年：tvN《奇察密錄》
- 2014年：OCN《能看見鬼的警察處容》
- 2015年：OCN《能看見鬼的警察處容2》
- 2017年：tvN《犯罪心理》

## 外部連結
- NAVER搜索